# Sciurocheirus makandensis
Sciurocheirus makandensis — вид лоріподібних приматів родини Галагові (Galagidae).

## Поширення
Вид описаний у тропічному лісі у Габоні поблизу міста Макамде.